# Broadcast to the World
Broadcast to the World är rap-punkbandet Zebraheads femte studioalbum, som i Japan släpptes 22 februari 2006 av Sony Music Entertainment. I Europa släpptes skivan 3 juli och i Nordamerika 24 oktober. Det är det första albumet som spelades in med bandets nya sångare Matty Lewis, som även spelar gitarr i bandet. 

## Låtlista
1. "Broadcast to the World" - 3:16
2. "Rated "U" for Ugly" - 3:01
3. "Anthem" - 3:33
4. "Enemy" - 2:56
5. "Back to Normal" - 3:40
6. "Postcards from Hell" - 2:45
7. "Karma Flavored Whisky" - 4:07
8. "Here's to You" - 3:07
9. "Wake Me Up" - 3:49
10. "Lobotomy for Dummies" - 2:36
11. "The Walking Dead" - 3:09
12. "Your New Boyfriend Wears Girl Pants" - 4:28
13. "Riot Girl" - 3:18
14. "Down in Flames" - 7:17

## Medlemmar
- Matty Lewis - sång, gitarr
- Ali Tabatabaee - sång
- Greg Bergdorf - gitarr
- Ben Osmundson- bas
- Ed Udhus - trummor